# Prieuré Saint-Michel de Nahuze
Pour les articles homonymes, voir Saint-Michel.
Saint-Michel de Nahuze est un prieuré régulier du XIe siècle, en ruines, sur la commune de Lagrasse (département de l'Aude) sur les flancs de la montagne d'Alaric. 

## Histoire

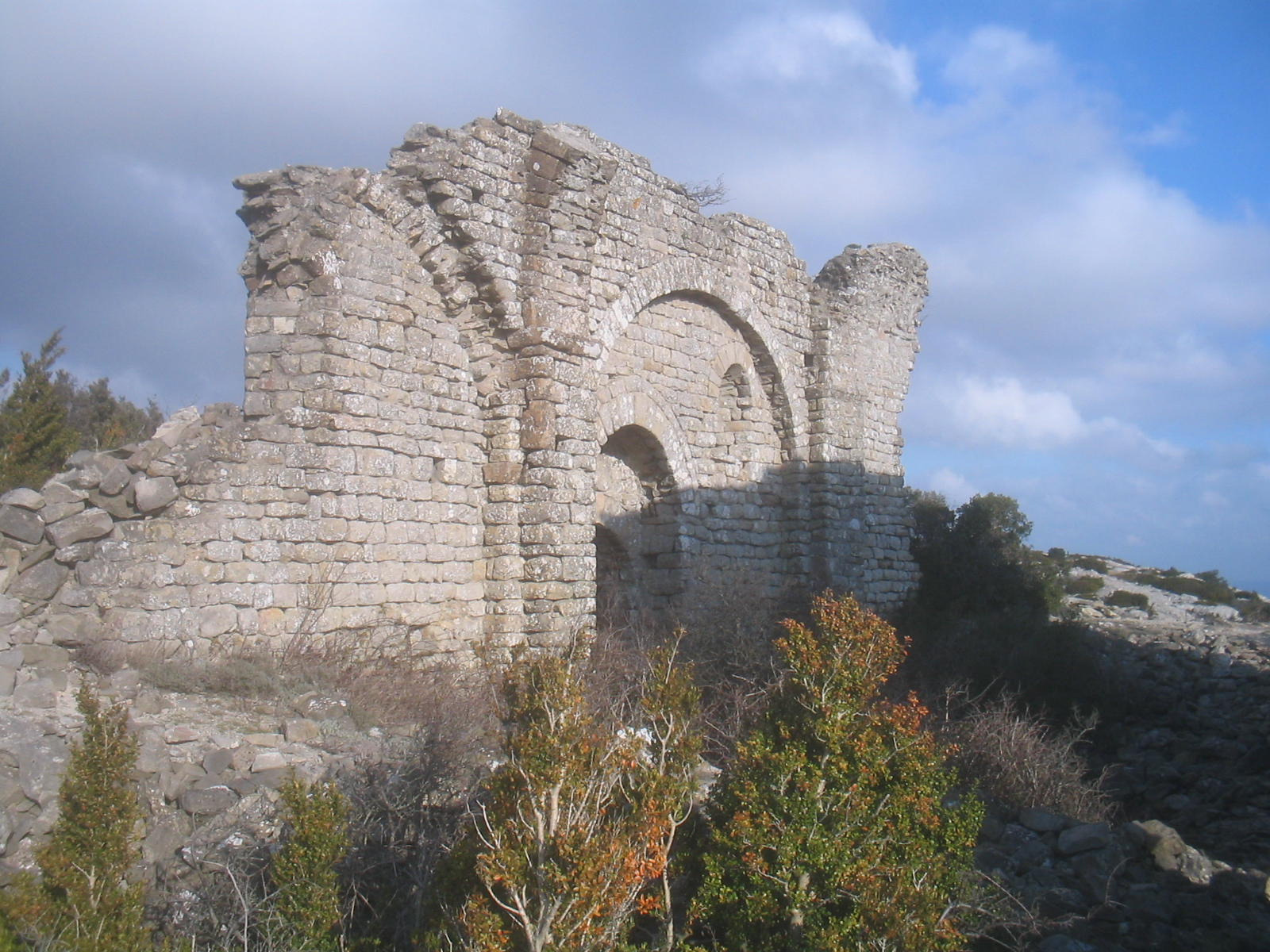
Mur nord-est

Toutes les sources connues de ce prieuré font mention de sa dépendance directe de l'abbaye de Lagrasse, du XIIIe au  XVIe siècle. Le prieuré semble ensuite abandonné. 
Jusque dans les années 1940, les villageois des alentours (Lagrasse, Ribaute, Montlaur, Camplong-d'Aude) y montaient en pèlerinage pour demander la pluie les années de sècheresse. La légende veut qu'un refrain était alors entonné : San Miquel dona nos d'aiga, barejada amb de vin, mai de vin que d'aiga (« Saint Michel donne nous de l'eau, mélangée avec du vin, plus de vin que d'eau »).
Ces ruines ont été inscrites par arrêté du 27 septembre 1948 comme monument historique : nef à trois travées, travée de chœur décorée extérieurement d'une bande lombarde, corbeaux épannelés, pierre d'autel en marbre blanc scellée.